# Cantonul Nantes-9
Cantonul Nantes-9 este un canton din arondismentul Nantes, departamentul Loire-Atlantique, regiunea Pays de la Loire, Franța.